# Mark Jenkinson

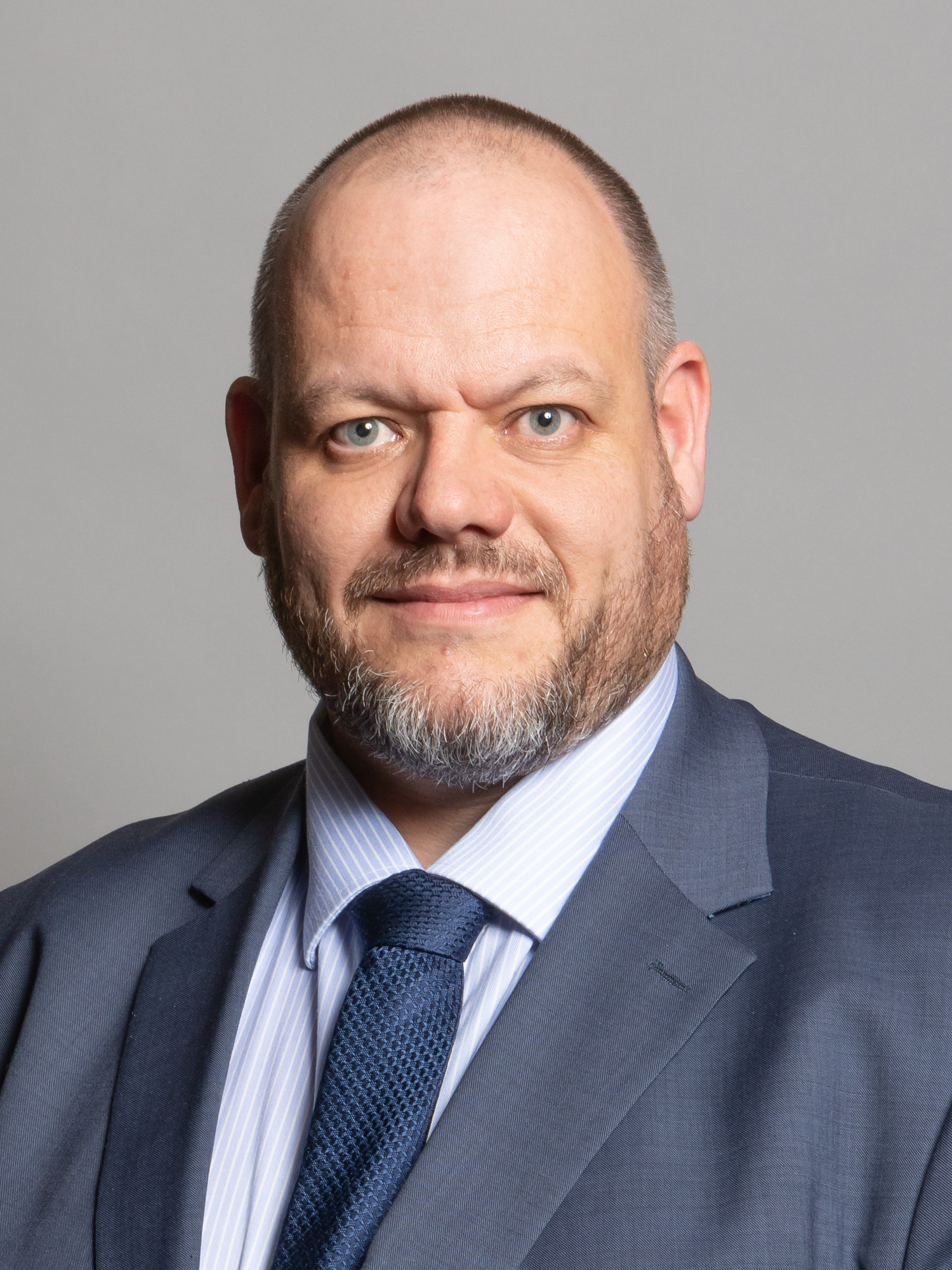
Mark Jenkinson

Mark Ian Jenkinson ist ein britischer Politiker der Conservative Party und seit den Unterhauswahlen 2019 Abgeordneter des House of Commons für den Wahlkreis Workington. Jenkinson war zuvor Mitglied der UKIP und kandidierte 2015 für jene Partei im selben Wahlkreis.
Jenkinson war Gründungsmitglied der UKIP-Organisation West Cumbria, trat jedoch 2016 aus der Partei aus und führte Meinungsverschiedenheiten über den Ansatz der Partei zum EU-Referendum und Bedenken hinsichtlich der internen Demokratie als Gründe dafür an.
Nachdem bekannt wurde, dass Jenkinson den Wahlkreis Workington in der Wahl 2019 gewonnen hatte, drückte der ehemalige UKIP-Vorsitzende und Gründer der Brexit Party Nigel Farage über Twitter seine Glückwünsche aus.
Mark Jenkinson ist der erste konservative Abgeordnete für Workington seit den 1970er-Jahren.